# Stor rävsvingel
Stor rävsvingel (Vulpia geniculata) är en gräsart som först beskrevs av Carl von Linné, och fick sitt nu gällande namn av Heinrich Friedrich Link. Enligt Catalogue of Life ingår Stor rävsvingel i släktet ekorrsvinglar och familjen gräs, men enligt Dyntaxa är tillhörigheten istället släktet ekorrsvinglar och familjen gräs. Arten förekommer tillfälligt i Sverige, men reproducerar sig inte. Inga underarter finns listade i Catalogue of Life.